# Hampton University
Hampton University (auch: HU, Home by the Sea) ist eine private historically black University in Hampton (Virginia), Vereinigte Staaten. Sie wurde 1868 von Schwarzen und Weißen, Leitern der American Missionary Association (AMA), gegründet, als sie nach dem Amerikanischen Bürgerkrieg die Ausbildung von Freedmen (freigelassenen Sklaven) fördern wollten. Ab 1878 wurde auch ein Programm für Indianer angeboten, welches bis 1923 lief.

## Geschichte
Der Campus, der von den Hampton Roads nach Süden über den Hafen blickt, wurde auf den Ländereien der ehemaligen Plantage Little Scotland errichtet. Er gehört zum früheren Elizabeth City County und lag nicht weit von Fort Monroe und dem Grand Contraband Camp entfernt. Diese Gebäude symbolisierten für ehemalige Sklaven, die während des ersten Kriegsjahres bei den Unionstruppen Zuflucht suchten, die Freiheit.
Die American Missionary Association antwortete 1861 auf die Bedürfnisse der ehemaligen Sklaven, indem sie die erste Lehrerin anstellte, Mary Smith Peake, die schon vorher heimlich Sklaven und freie Schwarze in dem Gebiet unterrichtet hatte, trotz des Gesetzes, welches dies untersagte. Sie unterrichtete das erste Mal für die AMA am 17. September 1861 und es heißt, dass sie ihre Schüler unter einer großen Eiche versammelte. Dieser Baum war auch der Verkündungsort der Emanzipationsproklamation in den ehemaligen Konföderierten Staaten von Amerika 1863 und wurde daher auch Emancipation Oak genannt. Der Baum ist heute ein Symbol für die Universität und die Stadt und gehört zum National Historic Landmark District der Hampton University.
Die Hampton Agricultural and Industrial School (später Hampton Institute) wurde 1868 offiziell gegründet. Die Gründerväter der AMA gehörten beiden „Rassen“ an und waren vor allem Geistliche aus kongregationalistischen Gemeinden und Presbyterianischen Kirchen. Der erste Direktor war der ehemalige Brevet-Unions-General Samuel Chapman Armstrong. Zu den berühmten Alumni der Schule gehört Booker T. Washington, ein Pädagoge, der das Tuskegee Institute begründete, ein weiteres College, das von der AMA unterstützt wurde.

### Bürgerkriegszeit
Während der Bürgerkriegszeit (1861–1865) wurde das von der Union besetzte Fort Monroe im Südosten von Virginia an der Mündung der Hampton Roads ein Sammelplatz und Zufluchtsort für alle „Fugitive Slaves“. Der Kommandant, General Benjamin Franklin Butler, setzte fest, dass sie Kriegs-Konterbande („contraband of war“) seien. Damit schützte er sie davor, dass sie wieder an ihre „Besitzer“ zurückgegeben werden mussten, die ihre Ansprüche geltend machten. Da zahlreiche Personen auf der Flucht in die Freiheit hinter die Linien der Unionsarmee kamen, richtete die Armee für sie das Grand Contraband Camp ein aus Materialien, die aus den Ruinen von Hampton stammten, nachdem die Konföderierten bei ihrem Rückzug die Stadt niedergebrannten hatten. Später erhielt das Camp den Namen „Slabtown“ (dt. etwa „Bretterstadt“).

### Nach dem Krieg: Teaching Teachers

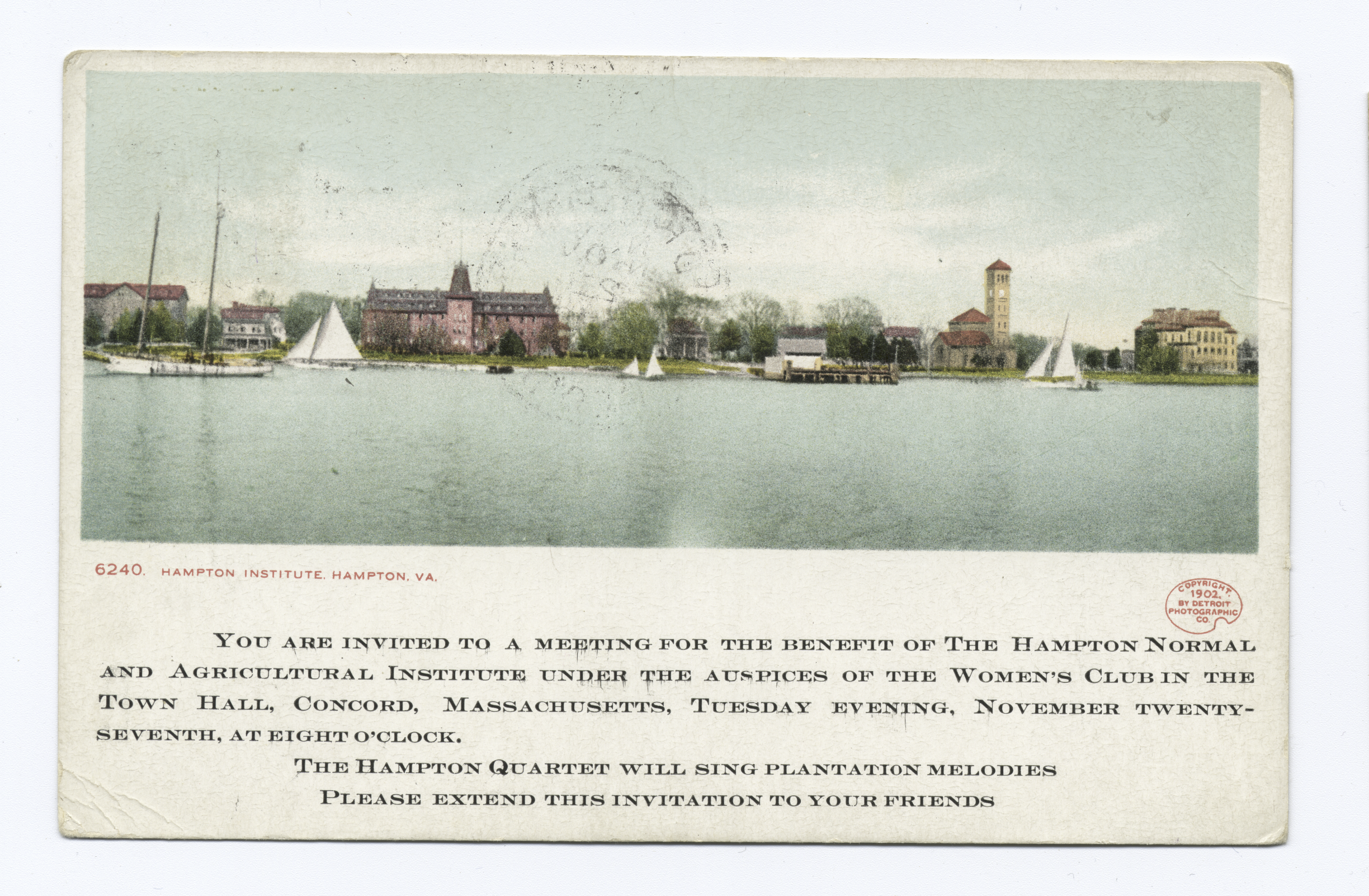
Hampton Institute, 1898.

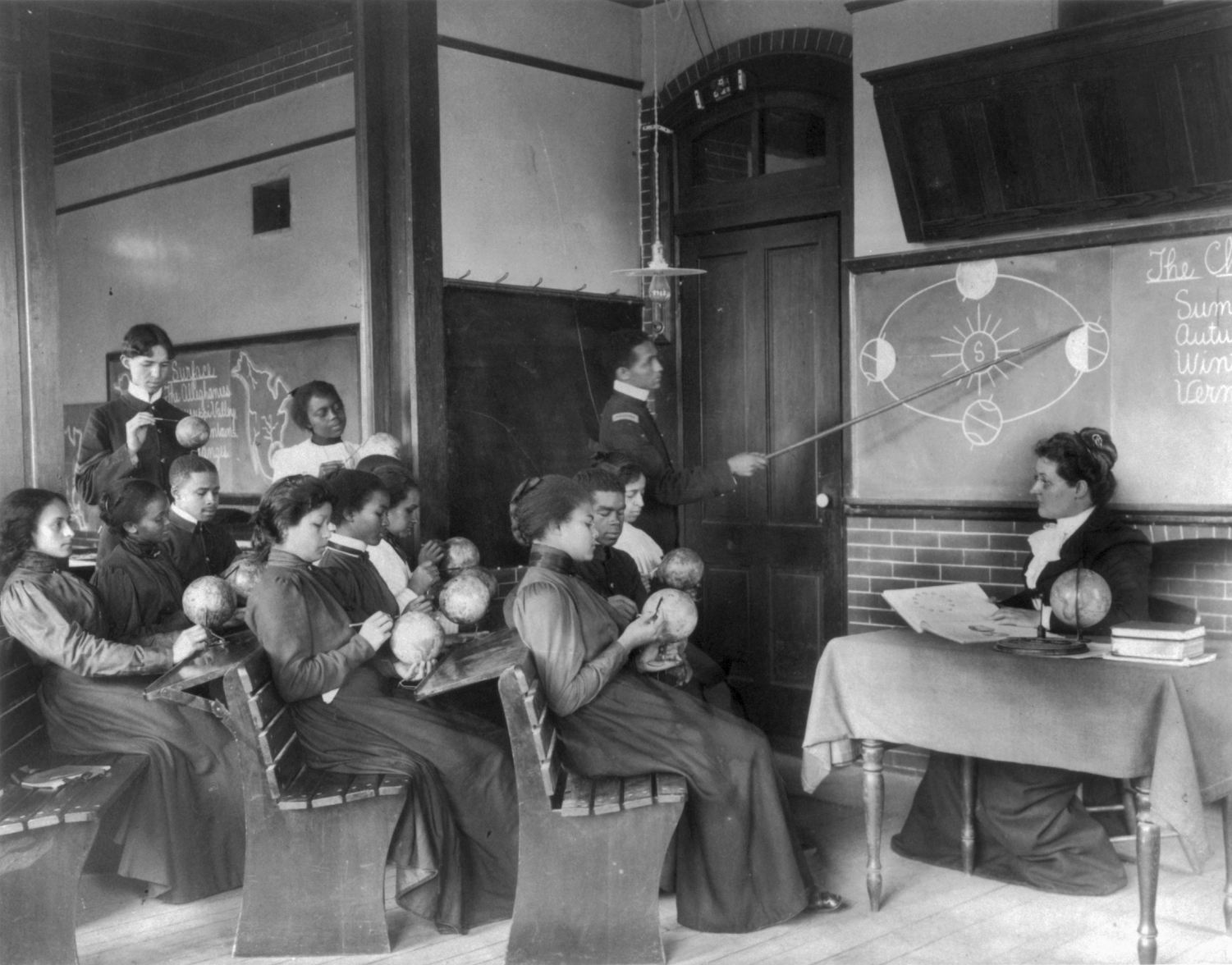
Eine Klasse für mathematische Geographie, 1899.

Nach dem Krieg wurde 1868 eine Normal School (Lehrertrainings-Schule) eingerichtet mit Samuel Armstrong als Schulleiter. Die neue Schule wurde auf dem Gelände einer ehemaligen Plantage mit dem Namen „Little Scotland“ errichtet, die Zugang zu Hampton Roads hatte. Die ersten Schulgebäude entstanden am Ufer des Hampton River. Die rechtliche Anerkennung folgte 1870 als land grant school unter dem Namen „Hampton Normal and Agricultural Institute“.
Wie bei vielen der historically black Colleges erhielt Hampton einen großen Teil seiner finanziellen Mittel in den Jahren nach dem Bürgerkrieg von der American Missionary Association, weiteren kirchlichen Organisationen und ehemaligen Offizieren und Soldaten der Union Army. Einer der Veteranen, der eine bedeutende Summe an die Schule spendete, war General William Jackson Palmer, ein Kommandant der Kavallerie aus Philadelphia. Später baute er die Denver and Rio Grande Western Railroad und gründete Colorado Springs, Colorado. Als der Bürgerkrieg begann, trat Palmer in den Krieg ein, obwohl er Gewalt aufgrund seiner Erziehung als Quaker verabscheute. Sein Wunsch, Sklaven die Freiheit zu geben, bewog ihn trotz allem, in den Krieg einzutreten. Er erhielt 1894 eine Medal of Honor für seine Tapferkeit und die Palmer Hall auf dem Campus wurde nach ihm benannt.

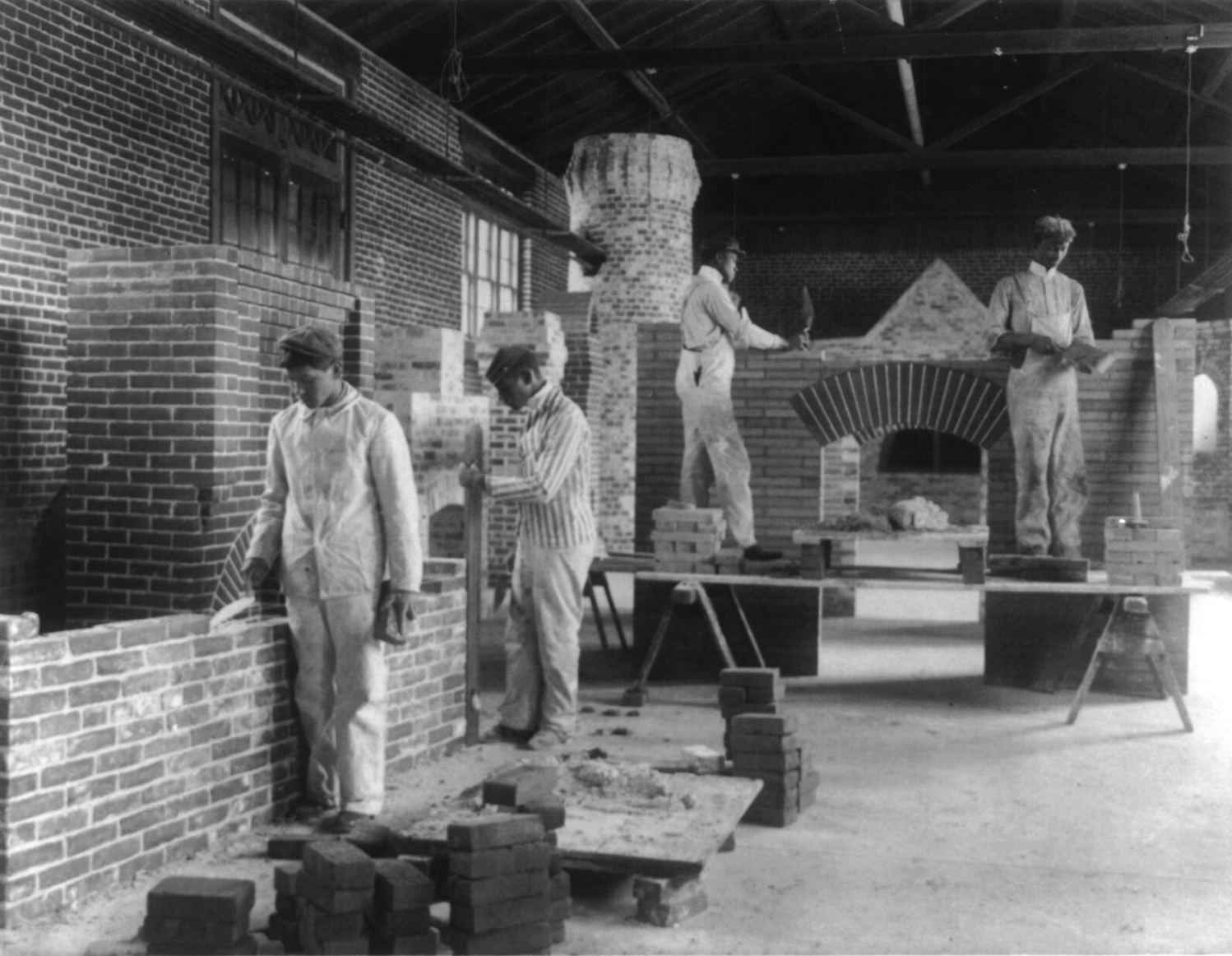
Unterricht für Maurer 1899.

Anders als der wohlhabende Palmer war Sam Armstrong der Sohn eines Missionar auf den Sandwich-Inseln (dem späteren US-Bundesstaat Hawaii). Er hatte Träume über die Verbesserung der Lebensbedingungen für die Freedmen. Er gestaltete die neue Schule nach dem Modell der Schule seines Vaters, der die Lehre für die Polynesier in Lesen, Schreiben und Rechnen gestaltet hatte. Er wollte aber auch Fähigkeiten unterrichten, die für die Schwarzen notwendig waren um ein selbstbestimmtes und finanziell unabhängiges Leben zu führen. Unter seiner Führung wurde die Hampton-style Education bekannt als Ausbildung, die sowohl kulturelle als auch manuelle Fähigkeiten mit moralischer Unterweisung verband. Armstrong bezeichnete sie als Ausbildung, die „Kopf, Herz und Hand“ („the head, the heart, and the hands“) umfasse.
Am Ende des ersten Jahrzehnts ihres Bestehens verzeichnete die Schule insgesamt 927 Studenten und 277 Graduierte, von denen alle bis auf 17 Lehrer geworden waren. Viele von ihnen hatten Land erworben und sich häuslich niedergelassen; viele betrieben Ackerbau und unterrichteten nebenbei. Einige waren ins kaufmännische Gewerbe eingestiegen. Nur ein marginaler Teil der Absolventen verpasste den Einstieg in ein geregeltes Leben. Weitere 10 Jahre später gab es bereits 600 Absolventen. 1888 waren noch immer drei Viertel der 537 noch lebenden Absolventen als Lehrer tätig und etwa die Hälfte der Undergraduates arbeiteten ebenfalls als Lehrer. Schätzungsweise 15.000 Kinder in Community Schools wurden von Studenten von Hampton in diesem Jahr unterrichtet.

### Booker T. Washington: Ausbreitung der Erzieherarbeit
Zu den ersten Studenten in Hampton gehörte Booker T. Washington, der 1872 im Alter von 16 Jahren aus West Virginia kam. Er arbeitete sich durch die Ausbildung von Hampton und ging dann ans Wayland Seminary in Washington D.C. Nach seinem Abschluss ging er zurück nach Hampton und wurde dort Lehrer. Auf Empfehlung von Sam Armstrong gegenüber dem Gründer Lewis Adams und anderen wurde Washington 1881 nach Alabama entsandt, um dort eine andere neue Normal School zu leiten. Diese neue Institution entwickelte sich zur Tuskegee University. Washington übernahm einen großen Teil von Armstrongs Ideen und machte Tuskegee zu einer wegweisenden Institution und wurde damit national berühmt als Erzieher, Redner und Fundraiser. Er arbeitete Anfang des 20. Jahrhunderts mit dem Philanthropen Julius Rosenwald zusammen um ein Schulmodell für ländliche Schulen für Farbige zu schaffen. Rosenwald gründete dafür einen Fund, der Gelder verdoppelte, die von Gemeinschaften gesammelt wurden. Aus diesem Geld wurden mehr als 5.000 Schulen für farbige (schwarze) Kinder auf dem Land, vor allem im Süden, gebaut. Washington engagierte 1888 auch seinen Klassenkameraden aus Hampton (1875), Charles W. Greene für die Arbeit an Tuskegee, wo er das Agriculture Department gründete.

### Native Americans
1878 startete Hampton auch ein formales Bildungsprogramm für Native Americans. Denn bereits 1875, am Ende des American Indian Wars, schickte die United States Army 72 Krieger aus den Stämmen der Cheyenne, Kiowa, Comanche und Caddo Nations in Gefangenschaft und Exil nach St. Augustine, Florida. Zunächst waren sie als Geiseln gedacht um ein Druckmittel für ihre Stämme im Westen zu haben, damit sie Frieden hielten. Richard Henry Pratt beaufsichtigte sie in Fort Marion und begann damit, ihnen eine Ausbildung in Englisch und amerikanischer Kultur zu geben. Viele Besucher die vom Norden nach St. Augustine kamen, interessierten sich für ihr Los und sprangen als Lehrer ein. Sie spendeten auch Materialien für Kunsthandwerke und einige der daraus entstandenen Werke (unter anderem von David Pendleton Oakerhater) gehören heute zur Sammlung der Smithsonian Institution. Am Ende der Verwahrzeit überzeugte Pratt siebzehn von ihnen, am Hampton Institute zu studieren. (Später gründete Pratt die Carlisle Indian Industrial School, die auf derselben pädagogischen Idee aufbaut). Insgesamt siebzig Native Americans, junge Männer und Frauen aus verschiedenen Stämmen, vor allem aus Stämmen der Prärie-Indianer und weniger von den akkulturierten Stämmen, die in Virginia gelebt hatten, wurden in die erste Klasse aufgenommen. Weil Virginias Aristokraten sich manchmal mit ihrer indianischen Abstammung durch Pocahontas brüsten, hoffte man, dass die indianischen Students dazu beitragen würden, dass die Anwohner die schwarzen Studenten der Universität besser akzeptierten. Von den Schwarzen erwartete man im Gegenzug, dass sie die Indianer „zivilisieren“ würden, während die Native Americans die „Negros hochziehen könnten“.
Das Programm verlief sich 1923, nachdem eine wachsende Kontroverse über Rassenvermischung entstanden war. Die Native Americans schickten keine Jungen mehr zur Schule, nachdem einige Arbeitgeber Native Americans entlassen hatten, weil sie zusammen mit Schwarzen ihre Ausbildung erhalten hatten. Die letzte Direktorin des Programms trat zurück, weil sie „amalgamation“ (Vermischung) zwischen den Native American-Mädchen und den Schwarzen Jungs nicht ausschließen konnte.

### Namenswechsel, Erweiterung und Gemeinschaft

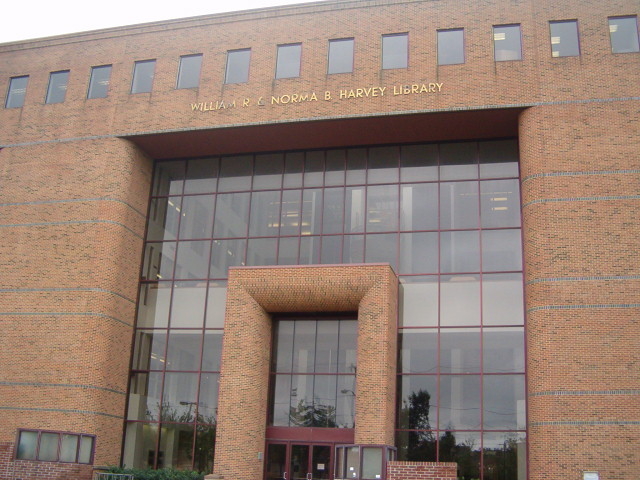
Bibliothekseingang

Hampton Normal und das Agricultural Institute vereinigten sich 1930 zum Hampton Institute. 1931 eröffnete die George P. Phenix School für alle Altersgruppen unter dem Schulleiter Ian Ross. Eine neue Schwesternschule wurde dem Dixie Hospital angegliedert. Nina Gage wurde dort Direktorin. Nachdem noch weitere Departments und Graduate Programs eingerichtet worden waren, wurde sie 1984 als „Hampton University“ akkreditiert. Ursprünglich lag das Gelände in Elizabeth City County, gehörte dann zur Town of Phoebus (gegründet 1900) und seit Phoebus zusammen mit Elizabeth City County und der benachbarten City of Hampton zu einer größeren Independent City zusammengefasst wurde (1952), gehört es zu deren Stadtgebiet. Die City of Hampton benutzt die Emancipation Oak in ihrem offiziellen Siegel. Von 1960 bis 1970 war Jerome H. Holland, der Diplomat und Pädagoge, Präsident des Hampton Institute. Anfang 2018 kam es zu Studentenprotesten.

## Campus

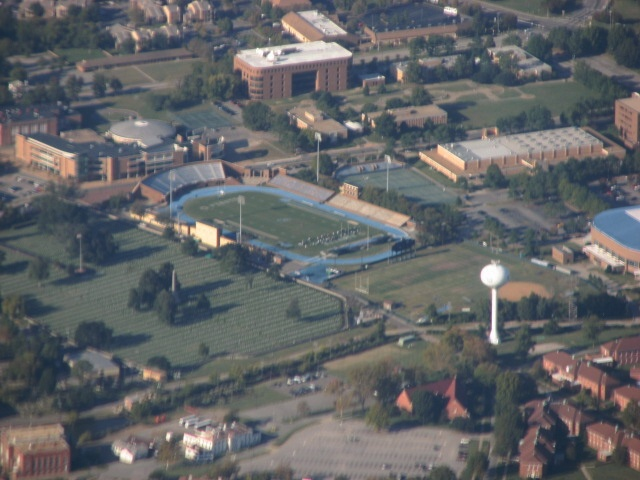
Luftbild der Hampton University

Auf dem Campus ist ein Areal als National Historic Landmark District ausgewiesen mit einer Fläche von 15 acre (6 ha) entlang des Hampton River. Gebäude, die zum National-Historic-Landmark-Distrikt gehören: Virginia-Cleveland Hall (Mädchen-Wohnheim, errichtet 1873), Wigwam Building (Verwaltungsgebäude), Academy Building (Verwaltungsgebäude), Memorial Chapel (religiöse Veranstaltungen), Marquand Memorial Chapel, eine Kapelle im Romanesque Revival-Stil aus Backsteinen mit einem 46 m (150 ft) hohen Turm; Ogden, und das Mansion House des Präsidenten (ursprünglich die Plantation Residence von Little Scotland).

Der Distrikt wurde 1969 in das National Register of Historic Places aufgenommen, und 1974 zum National Historic Landmark erklärt.
Das ursprüngliche Gebäude der High School auf dem Campus wurde zur Phenix Hall, als Hampton City Public Schools 1959 eine neue Phenix High School eröffnete. Phenix Hall wurde am 12. Juni 2008 durch ein Feuer beschädigt.
Das Hampton University Museum wurde 1868 gegründet und ist das älteste African-American Museum in den Vereinigten Staaten. Das Museum besitzt mehr als 9.000 Ausstellungsstücke. Auf dem Campus befinden sich auch 16 Research Centers und die vier Bibliotheken sind die William R. and Norma B. Harvey Library, William H. Moses Jr. Architecture Library, die Music Library und die Nursing Library.
Die Emancipation Oak wurde von der National Geographic Society zu einem der 10 Great Trees in the World gekürt. Der Abschnitt des Campus am Wasser liegt am Übergang von Hampton Roads und der Chesapeake Bay.

### Studenten
2015 waren beinahe zwei Drittel der Studenten weiblich, ca. 90 % der Studentenschaft identifizieren als „Black“ und 32 % sind Einwohner von Virginia.

## Studium
Hampton University ist unterteilt in 11 accredited Schools und Colleges:
- School of Engineering and Technology
- School of Pharmacy
- School of Business
- School of Education and Human Development
- School of Journalism and Communication
- School of Nursing
- School of Liberal Arts
- School of Science
- University College
- College of Virginia Beach
- Graduate College

2015 wurden 48 Bachelor-Studiengänge, 23 Master-Studiengänge, 8 Promotionsstudiengänge, 2 Professional Programs und 8 Associate-Degree-Programme angeboten.
Hampton University belegt im Ranking unter den Universitäten beständig einen Platz unter den drei besten historically black Universities.
Das Freddye T. Davy Honors College bietet spezielle Lernprogramme und Privilegien für Undergraduate Students, die einen bestimmten Standard erreichen. Um aufgenommen zu werden, benötigt man eine Einladung vom College.
Hampton ist die erste und einzige HBCU, die 100 % Kontrolle über eine NASA-Mission erhielt.
The Alumni Factor kürte Hampton zu einer der sieben besten Colleges in Virginia.

### Veranstaltungen
Im Semesterverlauf werden zahlreiche Events angeboten: New Student Orientation (NSO) Week, Alumni Day, Parents' Weekend, Miss Hampton University Pageant, Pirates' Homecoming, Fall Open House, Hampton Founder's Day Celebration, Black History Extravaganza, Spring-Fest, Admitted Students Day (ASD), Student Leader Retreat, Freshmen Week, Battle of The States, Sophomore/Junior Week, Senior Week, Day of Giving, Reunion Weekend, Commencement, u. a.

### Sport
Hamptons Sportmannschaft heißt Hampton Pirates und tritt mit den Farben blau und weiß auf. Sie nehmen an den Wettbewerben der NCAA (Division I, Football Championship Subdivision im College Football) in der Colonial Athletic Association teil. Erst 1995 trat sie dieser Subdivision bei, als sie die Central Intercollegiate Athletic Association (Division II) verließ, die sie ursprünglich mitbegründet hatte. 2016 wurde Hampton die erste und einzige HBCU, die in der Division I im Lacrosse (College lacrosse, Männer) antrat. ESPN übertrug vom Campus vor dem Eröffnungsspiel im Armstrong Stadium (Hampton).
Hampton ist auch die einzige HBCU mit einem Team für Regattasegeln.
2001 gewann das Basketball Team das erste NCAA Men's Basketball Division I Championship-Spiel gegen Iowa State in einem spektakulären Außenseiter-Spiel.
Das „Lady Pirates“ Basketballteam war ähnlich erfolgreich und nahm 2000, 2003, 2004, 2010–2014 und 2017 an der NCAA Women's Division I Basketball Championship teil. 
The Pirates gewannen den Titel ihrer Conference 1997, 2005 und 2006 und teilten den Titel 1998 und 2004. Im Tennis gewannen sie in der MEAC von 1996–1999, 2001–2003 und 2007 (Männer) und 1998 sowie 2002–2004 (Frauen).
Die Sportteams werden von einer ganzen Reihe von Gruppen unterstützt, unter anderem der „The Force“ Marching Band und dem „Ebony Fire“ All-Female Dance Team.

## Persönlichkeiten
Wirtschaft
- Robert Sengstacke Abbott (1870–1940, Abschluss 1896), Gründer des The Chicago Defender
- Percy Creuzot (1924–2010, Abschluss 1949), Gründer von Frenchy's Chicken in Houston, Texas[29]
- Charles Phillips (* 1959, Abschluss 1986), CEO von Infor; ehemaliger Präsident der Oracle Corporation

Bildung
- St. Clair Drake (1911–1990, Abschluss 1931), Soziologe und Anthropologe; Gründer des ersten African and African American Studies Program an der Stanford University
- Martha Louise Morrow Foxx (1902–1975), Pionierin der Blindenerziehung
- Freeman A. Hrabowski III (* 1950, Abschluss 1969), Präsident der University of Maryland, Baltimore County
- William C. Hunter, Dean des Tippie College of Business an der University of Iowa[30]
- Wilmer Leon, Politikwissenschaftler an der Howard University[31]
- Kimberly Oliver, National Teacher of the Year 2006.[32]
- Hugh R. Page (* 1956, Abschluss 1977), Theologieprofessor und Professor für Africana Studies an der University of Notre Dame.[33]
- Booker T. Washington (1856–1915, Abschluss 1875), Gründer der Tuskegee University in Alabama

Kultur
- John T. Biggers (1924–2001), Maler der Harlem Renaissance und Gründer des Art Department an der Texas Southern University
- Leslie Garland Bolling (1898–1955, Abschluss 1918), Holzschnitzer.
- Spencer Christian (* 1947), Wettermann für Good Morning America 1986–1998
- DJ Babey Drew (* 1980, Abschluss 2003), Disc Jockey
- DJ Envy (* 1977, Abschluss 1999), Disc Jockey und Moderator des The Breakfast Club
- Brandon Fobbs (* 1981, Abschluss 2002), Schauspieler
- Kevin Frazier (* 1964), Moderator und Gründer von HipHollywood.com
- Beverly Gooden (Abschluss 2005), Aktivistin, Schriftstellerin
- Biff Henderson (* 1946), Stage Manager und Comedian
- DJ Tay James (Abschluss 2009), Disc Jockey für Justin Bieber
- Dorothy Maynor (1910–1996, Abschluss 1933), Sängerin
- Orpheus McAdoo (1858–1900, Abschluss 1876) Minstrel Show Impresario[34]
- MC Ride (ohne Abschluss), Musiker (Death Grips)
- Clarissa Sligh (* 1939, Abschluss 1961), Photographin
- Wanda Sykes (* 1964, Abschluss 1986), Comedian
- Andrew Sturgeon Young (Doc) (1919–1996, Abschluss 1941), Sportjournalist[35]

Politik und Verwaltung
- Ambrose Dlamini (1968–2020), MBA, ab 2018 Premierminister in Eswatini
- Allyson Kay Duncan (* 1951), Circuit Court Judge[36]
- Vanessa D. Gilmore (* 1956), Federal Judge of the United States District Court for the Southern District of Texas[37]
- Theodore Theopolis Jones II (1944–2012), Associate Judge of the Court of Appeals, New York[38]
- Gloria Gary Lawlah (Abschluss 1960), Secretary of Aging for the State of Maryland[39]
- Spencer Overton (* 1968, Abschluss 1990), Wahlwissenschaftler an der George Washington University Law School
- Douglas Palmer (* 1951, Abschluss 1973), Mayor von Trenton (New Jersey)
- Gregory Moneta Sleet (* 1951), US District Court Judge for the United States District Court for the District of Delaware
- Sylvia Trent-Adams (* um 1964, Abschluss 1987) Erste African-American Nurse im Rang einer Surgeon General of the United States[40]
- Charles Wesley Turnbull (1935–2022, Abschluss 1958), Governor der Jungferninseln
- W. Carlton Weddington (* 1970), ehemaliges Mitglied des Ohio House of Representatives
- Ivory Lee Young Jr. (Abschluss 1986), Politiker
- Stephanie Young (Abschluss 2006) Director of African American Outreach, Associate Director of Communications im Weißen Haus[41]

Naturwissenschaften
- Mary Jackson (Ingenieurin) (1921–2005, Abschluss 1942) Pionier-Ingenieurin für die NASA[42]
- Susan La Flesche Picotte (1865/1866–1915) erste Medizinerin aus indianischer Herkunft

Sozial- und Geisteswissenschaften
- Clara Byrd Baker (1886–1979), Pädagoge, Suffragette[43]
- Alberta Williams King (1904–1974, Abschluss 1924), Mutter von Martin Luther King Jr.
- Elisabeth Omilami (* 1951), Chief Executive Officer of Hosea Feed the Hungry and Homeless, Schauspielerin
- Mychal Denzel Smith (* 1986, Abschluss 2008), Schriftsteller

Sport
- Chris Baker (Abschluss 2008), NFL defensive tackle[44]
- Darian Barnes, NFL running back
- Johnnie Barnes, NFL wide receiver
- Jamal Brooks (Abschluss 1999) NFL linebacker[45]
- James Carter, Leichtathlet
- Marcus Dixon CFL defensive tackle; vorher bei Dallas Cowboys und New York Jets[46]
- Reggie Doss, NFL defensive end
- Justin Durant (Abschluss 2007) NFL linebacker, Jacksonville Jaguars, Detroit Lions
- Kenrick Ellis, NFL defensive tackle, New York Jets[47]
- Devin Green (Abschluss 2005), NBA player[48]
- Isaac Hilton, NFL defensive end[49]
- Rick Mahorn (Abschluss 1980), NBA-Spieler
- Jerome Mathis, NFL wide receiver[50]
- Nevin McCaskill NFL offensive lineman[51]
- Francena McCorory (Abschluss 2010), Leichtathlet
- Marquay McDaniel (Abschluss 2007), CFL-Football-Spieler, Hamilton Tiger-Cats
- Dick Price (Abschluss 1957), Footballtrainer an der Norfolk State University, 1974–1983
- Donovan Rose (Abschluss 1980), NFL defensive back and current head coach of the Hampton Pirate football team[52]
- Zuriel Smith (Abschluss 2002), NFL wide receiver and return specialist[53]
- Cordell Taylor, NFL defensive back[54]
- Terrence Warren, NFL wide receiver[52]
- Kellie Wells, Leichtathlet